# Ludwig Pfyffer von Altishofen (Schweizergardist)

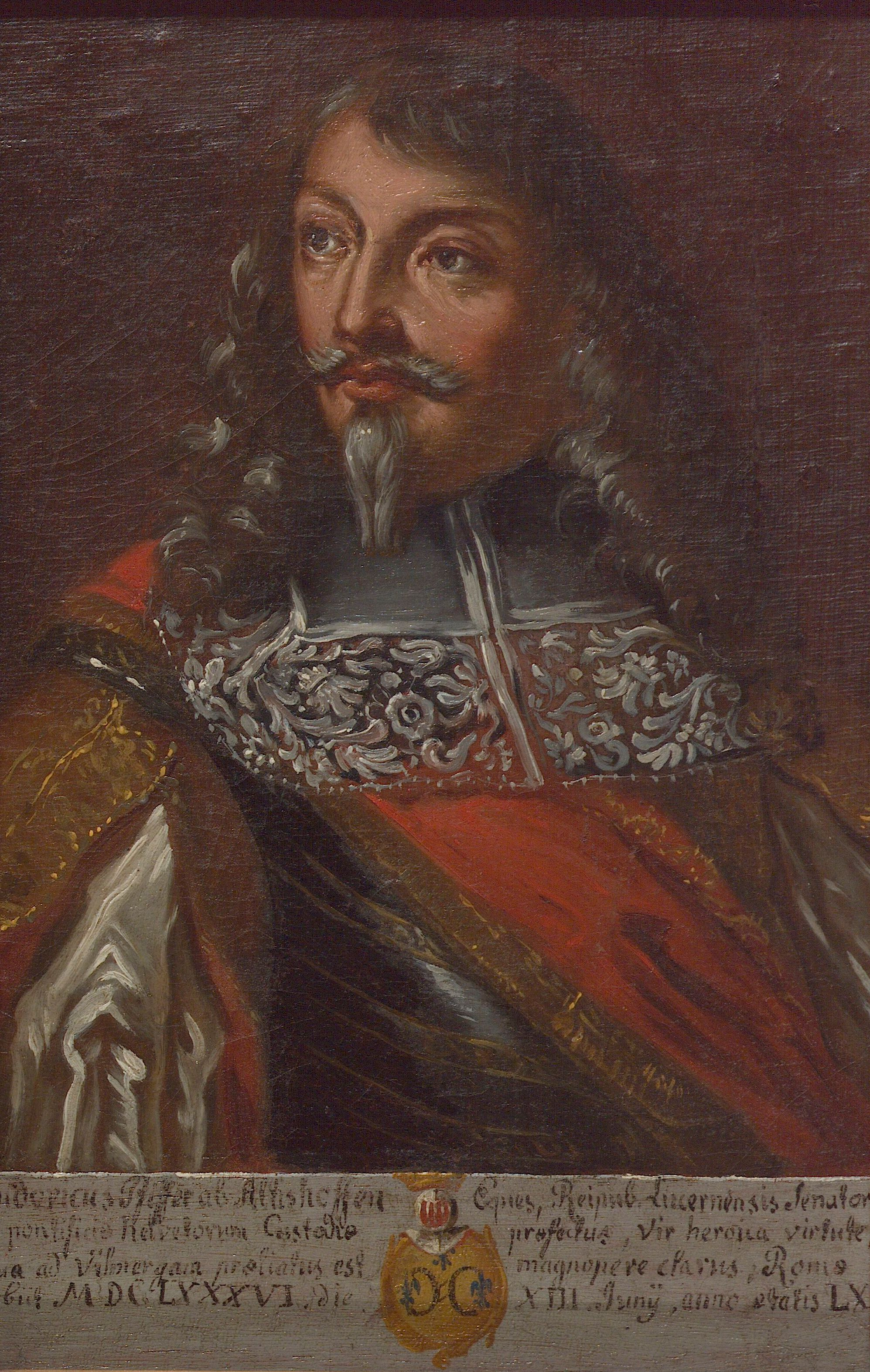
Porträt von Ludwig Pfyffer von Altishofen

Ludwig Pfyffer von Altishofen (* 1612; † 1686) aus dem Luzerner Patriziergeschlecht Pfyffer von Altishofen war von 1658 bis 1686 der 11. Kommandant der Schweizergarde.
Er diente unter den Päpsten Alexander VII., Clemens IX., Clemens X. und Innozenz XI. Auch sein Nachfolger stammte aus der Familie Pfyffer von Altishofen.